# Steve Nash
Stephen John „Steve” Nash (ur. 7 lutego 1974 w Johannesburgu, w Południowej Afryce) – kanadyjski koszykarz ligi NBA, pochodzenia walijsko-angielskiego, występujący na pozycji rozgrywającego.

## Życiorys
Urodził się w Południowej Afryce jako syn Anglika i Walijki. Gdy miał 18 miesięcy, rodzice przeprowadzili się do Regina, Saskatchewan. Niedługo potem osiedli w Victorii (Kolumbia Brytyjska). Steve i jego młodszy brat Martin z zamiłowaniem uprawiali sport, zwłaszcza hokej na lodzie i piłkę nożną. Martin był zawodowym piłkarzem i wielokrotnym reprezentantem Kanady. Także siostra Joann grała w piłkę, była kapitanem drużyny uniwersyteckiej. Steve także grał w piłkę nożną przez cały okres nauki w szkole średniej, zdobył nawet tytuł MVP Kolumbii Brytyjskiej. Do dziś nie porzucił miłości do piłki i zadziwia, demonstrowanymi niejednokrotnie, umiejętnościami piłkarskimi.
Pierwszy kontakt z koszykówką Steve miał w wieku 13 lat. Poważnie zaczął traktować ten sport jeszcze przed rozpoczęciem nauki w college'u. Prowadzona przez niego drużyna St. Michaels University School zdobyła tytuł mistrza ligi Kolumbii Brytyjskiej, a on sam miał średnią w sezonie bliską triple double. Studia w college’u odbył już w USA. Tutaj także odnosił wielkie sukcesy z drużyną Santa Clara Broncos. W czasie studiów rozpoczął występy w drużynie narodowej Kanady, zdobywając m.in. srebrny medal na uniwersjadzie w 1993.
Wybrany z 15. numerem w 1. rundzie draftu 1996 przez Phoenix Suns, Nash nie grał zbyt dużo w pierwszych dwóch sezonach. Pierwszym rozgrywającym „Słońc” był wtedy Jason Kidd, a jego pierwszym zmiennikiem Kevin Johnson. Toteż w 1998 r. chętnie przeniósł się do Dallas Mavericks, gdzie, u boku Dirka Nowitzkiego i Michaela Finleya, jego kariera nabrała rozpędu. Pamiętne były zwłaszcza sezony 2001–2002, kiedy osiągnął średnie 17,9 punktów i 7,7 asysty oraz wystąpił w NBA All-Star Game i został wybrany do trzeciej piątki NBA. Osiągnięcia te utrzymał w roku następnym, a drużyna Mavericks awansowała do finału Konferencji Zachodniej. Po niezbyt udanym sezonie 2003-04, Nash jako wolny agent wrócił do drużyny Suns, z którymi podpisał sześcioletni kontrakt.
W Phoenix jego kariera nabrała ponownie rumieńców. Umiejętnie prowadząc młode gwiazdy „Słońc”: Shawna Mariona, Amar’e Stoudemire’a i Joe Johnsona, Nash doprowadził drużynę na szczyty ligi, a sam stał się najlepszym jej rozgrywającym. W sezonie 2004-05 Phoenix Suns, prezentując niebywale ofensywną koszykówkę, osiągnęli na koniec sezonu zasadniczego najwyższy w lidze wynik 62-20 oraz średnią zdobytych punktów 110,4 - najwyższą w NBA w pierwszej dekadzie XXI wieku. Steve, zaś osiągnął średnią asyst 11,5, najwyższą od wyniku Johna Stocktona w 1995. W playoffs, grając przeciwko swoim kolegom z Dallas, Steve zdobył swoje pierwsze triple double w tej fazie rozgrywek, dokładając 48 punktów w jednym z meczów. Drużyna zdobyła wtedy wicemistrzostwo konferencji. Ukoronowaniem sezonu dla Nasha był zasłużony tytuł NBA MVP, który zdobył jako drugi w historii nie-Amerykanin (po Hakeemie Olajuwonie), pierwszy biały od czasów Larry’ego Birda i najniżej wybrany w drafcie w całej historii NBA. Oczywiście został wybrany także do pierwszej piątki ligi.
Mimo sporych zmian w drużynie w następnym sezonie powtórzono większość osiągnięć, a uwieńczono wicemistrzostwem konferencji. Steve Nash został ponownie MVP sezonu zasadniczego oraz wybrano go do pierwszej piątki ligi. Doceniono go także na polu ogólnosportowym - otrzymał tytuł kanadyjskiego sportowca roku - Lou Marsh Trophy.
Mimo iż sezon 2006-07 nie był dla drużyny już tak dobry (Suns odpadli w drugiej rundzie play-offs), Steve Nash zanotował kolejny znakomity sezon - osiągnął największą w karierze średnią asyst - 11,6. Wybrano go trzeci raz z rzędu do pierwszej piątki ligi, w głosowaniu na MVP zajął zaś drugie miejsce.
Nash zagrał w 81 meczach sezonu 2007/2008; w trudnej Konferencji zachodniej doprowadził Słońca do 55 zwycięstw co dało drużynie 6. miejsce w konferencji na koniec sezonu regularnego. Nash został wybrany do All-NBA Second Team. Drużyna z Phoenix odpadła jednak już w pierwszej rundzie przegrywając z San Antonio Spurs trzeci raz w ciągu ostatnich 4 lat.
W lipcu 2012 został zawodnikiem Los Angeles Lakers.
8 stycznia 2013 w meczu przeciwko Houston Rockets jako piąty zawodnik w historii przekroczył granicę 10 000 asyst. 20 lutego podczas spotkania z Boston Celtics wyprzedził na liście najlepiej podających w historii NBA Magica Johnsona. Członek klubu 50-40-90. 
21 marca 2015 ogłosił zakończenie kariery zawodniczej.
1 listopada 2022 przestał być trenerm zespołu Brooklyn Nets.
W 2002 wystąpił w filmie Magiczne buty.

## Osiągnięcia
Na podstawie, o ile nie zaznaczono inaczej.

### NCAA
- Uczestnik turnieju NCAA (1993, 1995, 1996)
- Mistrz:
  - turnieju konferencji West Coast (WCC – 1993)
  - sezonu regularnego WCC (1995, 1996)
- Zawodnik roku konferencji WCC (1995, 1996)[12]
- MVP turnieju WCC (1993)
- Zaliczony do:
  - I składu WCC (1995, 1996)
  - składu honorable mention All-American (1996 przez Associated Press)
- Drużyna Santa Clara Broncos zastrzegła należący do niego numer 11

### NBA
- 2-krotny MVP sezonu zasadniczego (2005, 2006)[13]
- Wielokrotnie powoływany do udziału w meczu gwiazd NBA (2002−2003, 2005–2007[a], 2008, 2010, 2011)[15]
- Uczestnik:
  - meczu debiutantów (1997)
  - konkursu:
    - rzutów za 3 punkty (2001, 2002, 2008)
    - Skills Challenge (2005, 2006, 2010)
- Wybrany do:
  - I składu NBA (2005–2007)[16]
  - II składu NBA (2008, 2010)[16]
  - III składu NBA (2002, 2003)[16]
  - składu najlepszych zawodników w historii NBA, wybranego z okazji obchodów 75-lecia istnienia ligi (2021)[17]
  - Phoenix Suns Ring of Honor
- 2-krotny zwycięzca konkursu Skills Challenge podczas NBA All-Star Weekend (2005, 2010)[18]
- Zdobywca nagrody J. Walter Kennedy Citizenship Award (2007)[19]
- Lider:
  - sezonu regularnego w:
    - asystach (2005-07, 2010-11)[20]
    - skuteczności rzutów wolnych (2006, 2010)[21]

  - play-off w średniej asyst (2004–2007)[22]
- Zawodnik:
  - miesiąca konferencji zachodniej NBA (listopad 2002, 2004, styczeń 2007)[23]
  - tygodnia NBA (8-krotny)
- Klub Phoenix Suns zastrzegł należący do niego numer 13

### Inne
- Laureat:
  - Lou Marsh Trophy (2005)
  - Lionel Conacher Award (2002, 2005, 2006)
- Wybrany do Koszykarskiej Galerii Sław im. Jamesa Naismitha (2018)[24]

### Reprezentacja
Drużynowe
- Wicemistrz:
  - Ameryki (1999)
  - Uniwersjady (1993)
- Brązowy medalista mistrzostw Ameryki (2001)
- Uczestnik:
  - mistrzostw:
    - świata (1994 – 7. miejsce)[25]
    - Ameryki (1999, 2001, 2003 – 4. miejsce)

  - igrzysk olimpijskich (2000 – 7. miejsce)
  - turnieju FIBA Diamond Ball (2000 – 4. miejsce)

Indywidualne
- MVP mistrzostw Ameryki (1999, 2003)[26]
- Zaliczony do I składu mistrzostw Ameryki (1999, 2003)
- Lider:
  - w asystach:
    - igrzysk olimpijskich (2000)[27]
    - mistrzostw Ameryki (2003)

  - strzelców turnieju FIBA Diamond Ball (2000)[28]

### Rekordy
| Statystyka           | Rekord | Data                 | Przeciwko              |
| -------------------- | ------ | -------------------- | ---------------------- |
| Punkty:              | 42     | 2 razy               |                        |
| Celne rzuty z pola:  | 16     | 7 grudnia 2006(dts)  | New Jersey Nets        |
| Oddane rzuty z pola: | 27     | 6 marca 2009(dts)    | Houston Rockets        |
| Celne rzuty „za 3”:  | 8      | 31 marca 2008(dts)   | Denver Nuggets         |
| Oddane rzuty „za 3”: | 15     | 22 grudnia 2006(dts) | Washington Wizards     |
| Celne rzuty wolne:   | 13     | 2 razy               |                        |
| Oddane rzuty wolne:  | 16     | 11 grudnia 2001(dts) | Portland Trail Blazers |
| Zbiórki w ataku:     | 4      | 7 razy               |                        |
| Zbiórki w obronie:   | 11     | 30 marca 2005(dts)   | Philadelphia 76ers     |
| Zbiórki w sumie:     | 13     | 30 marca 2005(dts)   | Philadelphia 76ers     |
| Asysty:              | 22     | 2 stycznia 2006(dts) | New York Knicks        |
| Przechwyty:          | 5      | 18 grudnia 2000(dts) | Boston Celtics         |
| Bloki:               | 2      | 5 razy               |                        |
| Minuty:              | 55     | 2 stycznia 2006(dts) | New York Knicks        |
| Na podstawie         |        |                      |                        |

## Statystyki
Na podstawie Basketball-Reference.com (ang.)

### NCAA
| Sezon   | Drużyna     | M   | S5 | MPG  | FG%   | 3P%   | FT%   | RPG | APG | SPG | BPG | PPG  |
| ------- | ----------- | --- | -- | ---- | ----- | ----- | ----- | --- | --- | --- | --- | ---- |
| 1992/93 | Santa Clara | 31  | –  | 24,0 | 42,4% | 40,8% | 82,5% | 2,5 | 2,2 | 0,8 | 0,1 | 8,1  |
| 1993/94 | Santa Clara | 26  | –  | 29,9 | 41,4% | 39,9% | 83,1% | 2,5 | 3,7 | 1,3 | 0   | 14,6 |
| 1994/95 | Santa Clara | 27  | –  | 33,4 | 44,4% | 45,4% | 87,9% | 3,8 | 6,4 | 1,8 | 0,1 | 20,9 |
| 1995/96 | Santa Clara | 29  | –  | 33,8 | 43%   | 34,4% | 89,4% | 3,6 | 6,0 | 1,3 | 0   | 17,0 |
| Razem   |             | 113 | –  | 30,1 | 43%   | 40,1% | 86,7% | 3,1 | 4,5 | 1,3 | 0,1 | 14,9 |

### NBA

#### Sezon regularny
| Sezon   | Drużyna     | M    | S5   | MPG  | FG%   | 3P%   | FT%   | RPG | APG  | SPG | BPG | PPG  |
| ------- | ----------- | ---- | ---- | ---- | ----- | ----- | ----- | --- | ---- | --- | --- | ---- |
| 1996/97 | Phoenix     | 65   | 2    | 10,5 | 42,3% | 41,8% | 82,4% | 1,0 | 2,1  | 0,3 | 0,0 | 3,3  |
| 1997/98 | Phoenix     | 76   | 9    | 21,9 | 45,9% | 41,5% | 86,0% | 2,1 | 3,4  | 0,8 | 0,1 | 9,1  |
| 1998/99 | Dallas      | 40   | 40   | 31,7 | 36,3% | 37,4% | 82,6% | 2,9 | 5,5  | 0,9 | 0,1 | 7,9  |
| 1999/00 | Dallas      | 56   | 27   | 27,4 | 47,7% | 40,3% | 88,2% | 2,2 | 4,9  | 0,7 | 0,1 | 8,6  |
| 2000/01 | Dallas      | 70   | 70   | 34,1 | 48,7% | 40,6% | 89,5% | 3,2 | 7,3  | 1,0 | 0,1 | 15,6 |
| 2001/02 | Dallas      | 82   | 82   | 34,6 | 48,3% | 45,5% | 88,7% | 3,1 | 7,7  | 0,6 | 0,0 | 17,9 |
| 2002/03 | Dallas      | 82   | 82   | 33,1 | 46,5% | 41,3% | 90,9% | 2,9 | 7,3  | 1,0 | 0,1 | 17,7 |
| 2003/04 | Dallas      | 78   | 78   | 33,5 | 47,0% | 40,5% | 91,6% | 3,0 | 8,8  | 0,9 | 0,1 | 14,5 |
| 2004/05 | Phoenix     | 75   | 75   | 34,3 | 50,2% | 43,1% | 88,7% | 3,3 | 11,5 | 1,0 | 0,1 | 15,5 |
| 2005/06 | Phoenix     | 79   | 79   | 35,4 | 51,2% | 43,9% | 92,1% | 4,2 | 10,5 | 0,8 | 0,2 | 18,8 |
| 2006/07 | Phoenix     | 76   | 76   | 35,3 | 53,2% | 45,5% | 89,9% | 3,5 | 11,6 | 0,8 | 0,1 | 18,6 |
| 2007/08 | Phoenix     | 81   | 81   | 34,3 | 50,4% | 47,0% | 90,6% | 3,5 | 11,1 | 0,7 | 0,1 | 16,9 |
| 2008/09 | Phoenix     | 74   | 74   | 33,6 | 50,3% | 43,9% | 93,3% | 3,0 | 9,7  | 0,7 | 0,1 | 15,7 |
| 2009/10 | Phoenix     | 81   | 81   | 32,8 | 50,7% | 42,6% | 93,8% | 3,3 | 11,0 | 0,5 | 0,1 | 16,5 |
| 2010/11 | Phoenix     | 75   | 75   | 33,3 | 49,2% | 39,5% | 91,2% | 3,5 | 11,4 | 0,6 | 0,1 | 14,7 |
| 2011/12 | Phoenix     | 62   | 62   | 31,6 | 53,2% | 39,0% | 89,4% | 3,0 | 10,7 | 0,6 | 0,1 | 12,5 |
| 2012/13 | L.A. Lakers | 50   | 50   | 32,5 | 49,7% | 43,8% | 92,2% | 2,8 | 6,7  | 0,6 | 0,1 | 12,7 |
| 2013/14 | L.A. Lakers | 15   | 10   | 20,9 | 38,3% | 33,3% | 91,7% | 1,9 | 5,7  | 0,5 | 0,1 | 6,8  |
| Razem   |             | 1217 | 1053 | 31,3 | 49,0% | 42,8% | 90,4% | 3,0 | 8,5  | 0,7 | 0,1 | 14,3 |

#### Play-offy
| Sezon | Drużyna     | M   | S5  | MPG  | FG%   | 3P%   | FT%    | RPG | APG  | SPG | BPG | PPG  |
| ----- | ----------- | --- | --- | ---- | ----- | ----- | ------ | --- | ---- | --- | --- | ---- |
| 1997  | Phoenix     | 4   | 0   | 3,8  | 22,2% | 25,0% | –      | 0,3 | 0,3  | 0,3 | 0,3 | 1,3  |
| 1998  | Phoenix     | 4   | 1   | 12,8 | 44,4% | 20,0% | 62,5%  | 2,5 | 1,8  | 0,5 | 0,0 | 5,5  |
| 2001  | Dallas      | 10  | 10  | 37,0 | 41,7% | 41,0% | 88,2%  | 3,2 | 6,4  | 0,6 | 0,1 | 13,6 |
| 2002  | Dallas      | 8   | 8   | 40,4 | 43,2% | 44,4% | 97,1%  | 4,0 | 8,8  | 0,5 | 0,0 | 19,5 |
| 2003  | Dallas      | 20  | 20  | 36,5 | 44,7% | 48,7% | 87,3%  | 3,5 | 7,3  | 0,9 | 0,1 | 16,1 |
| 2004  | Dallas      | 5   | 5   | 39,4 | 38,6% | 37,5% | 88,9%  | 5,2 | 9,0  | 0,8 | 0,0 | 13,6 |
| 2005  | Phoenix     | 15  | 15  | 40,7 | 52,0% | 38,9% | 91,9%  | 4,8 | 11,3 | 0,9 | 0,2 | 23,9 |
| 2006  | Phoenix     | 20  | 20  | 39,9 | 50,2% | 36,8% | 91,2%  | 3,7 | 10,2 | 0,4 | 0,3 | 20,4 |
| 2007  | Phoenix     | 11  | 11  | 37,5 | 46,3% | 48,7% | 89,1%  | 3,2 | 13,3 | 0,4 | 0,1 | 18,9 |
| 2008  | Phoenix     | 5   | 5   | 36,6 | 45,7% | 30,0% | 91,7%  | 2,8 | 7,8  | 0,4 | 0,2 | 16,2 |
| 2010  | Phoenix     | 16  | 16  | 33,7 | 51,8% | 38,0% | 89,3%  | 3,3 | 10,1 | 0,3 | 0,1 | 17,8 |
| 2013  | L.A. Lakers | 2   | 2   | 30,5 | 43,5% | 0,0%  | 100,0% | 2,5 | 4,5  | 0,0 | 0,0 | 12,5 |
| Razem |             | 120 | 113 | 35,7 | 47,3% | 40,6% | 90,0%  | 3,5 | 8,8  | 0,6 | 0,1 | 17,3 |

## Życie prywatne
Steve Nash był żonaty od 2005 r. z Paragwajką Alejandrą Amarilla. Mają dwie córeczki-bliźniaczki, których ojcem chrzestnym jest Dirk Nowitzki. W roku 2011 rozwiódł się.
Steve Nash jest wielkim miłośnikiem piłki nożnej. Między innymi dlatego blisko zaprzyjaźnił się z innym fanem futbolu, Dirkiem Nowitzkim. Zdarzyło mu się trenować z drużyną amerykańskiej ligi Red Bull New York, którą trenuje jego przyjaciel Bruce Arena. Jest często widywany na ważnych meczach, zwłaszcza drużyny Tottenham Hotspur, której kibicuje. Przyjaźni się także z wieloma znanymi piłkarzami, jak np. Alessandro Del Piero, Thierry Henry, Massimo Ambrosini czy Steve McManaman.
W 2001 r. założył fundację własnego imienia, która zajmuje się zdrowiem dzieci. Jest także sponsorem młodzieżowej letniej ligi koszykówki w rodzinnej Kolumbii Brytyjskiej.
W maju 2006 magazyn Time wybrał go do setki najbardziej wpływowych osób na świecie.